# شیلا مک‌کارتی
شیلا مک‌کارتی (انگلیسی: Sheila McCarthy؛ زادهٔ ۲۷ ژانویهٔ ۱۹۵۶) یک هنرپیشه اهل کانادا است. وی از سال ۱۹۸۲ میلادی تاکنون مشغول فعالیت بوده‌است. 
از فیلم‌ها یا برنامه‌های تلویزیونی که وی در آن نقش داشته است می‌توان به مسجد کوچکی در مرغزار، ارتفاعات آرام، فرشته روشن و فرشته سنگی اشاره کرد.